# Fer météorique
Le fer météorique, ou fer météoritique, est un métal présent dans les météorites et composé des éléments fer et nickel principalement sous forme de kamacite et de taénite. Le fer météorique est le principal constituant des météorites de fer mais est également présent dans les autres types de météorites. À l'exception de quelques gisements de fer tellurique, le fer météorique représente la seule source naturelle de fer à l'état natif à la surface de la Terre.

## Minéralogie
Le fer météorique est principalement constitué de taénite et de kamacite. La taénite est un réseau cubique faces centrées et la kamacite est un réseau cubique centré d'atomes de fer et de nickel.
Le fer météorique peut être distingué du fer tellurique par des méthodes chimiques. Le fer tellurique contient en effet moins de nickel et plus de carbone.[réf. nécessaire]
Présents à l'état de traces, le gallium et le germanium du fer météorique peuvent être utilisés pour différencier les différents types de météorites. Le fer météorique des sidérolithes est le même que celui du « groupe gallium-germanium » des météorites de fer.
| Minéral      | Formule           | Nickel (Masse-% Ni) | Structure cristalline  | Notes & Références                                            |
| ------------ | ----------------- | ------------------- | ---------------------- | ------------------------------------------------------------- |
| Antitaénite  | γLow Spin-(Ni,Fe) | 20-40               | cubique faces centrées | N'est considéré comme une variété de la taénite que par l'IMA |
| Kamacite     | α-(Fe,Ni)         | 5-10                | cubique centrée        | Même structure que la ferrite                                 |
| Taénite      | γ-(Ni,Fe)         | 20-65               | cubique faces centrées | Même structure que l'austénite                                |
| Tétrataénite | FeNi              | 48-57               | tétragonale            | [ 3 ]                                                         |

### Structure
Le fer météorique peut former différentes structures observables sur des lames minces de météorites. Des figures de Widmanstätten se forment lorsque le fer météorique se refroidit et que la kamacite forme une exsolution avec la taénite en forme de lamelles. La plessite est constituée de petits grains entre les lamelles des figures de Widmanstätten.

## Intérêt historique

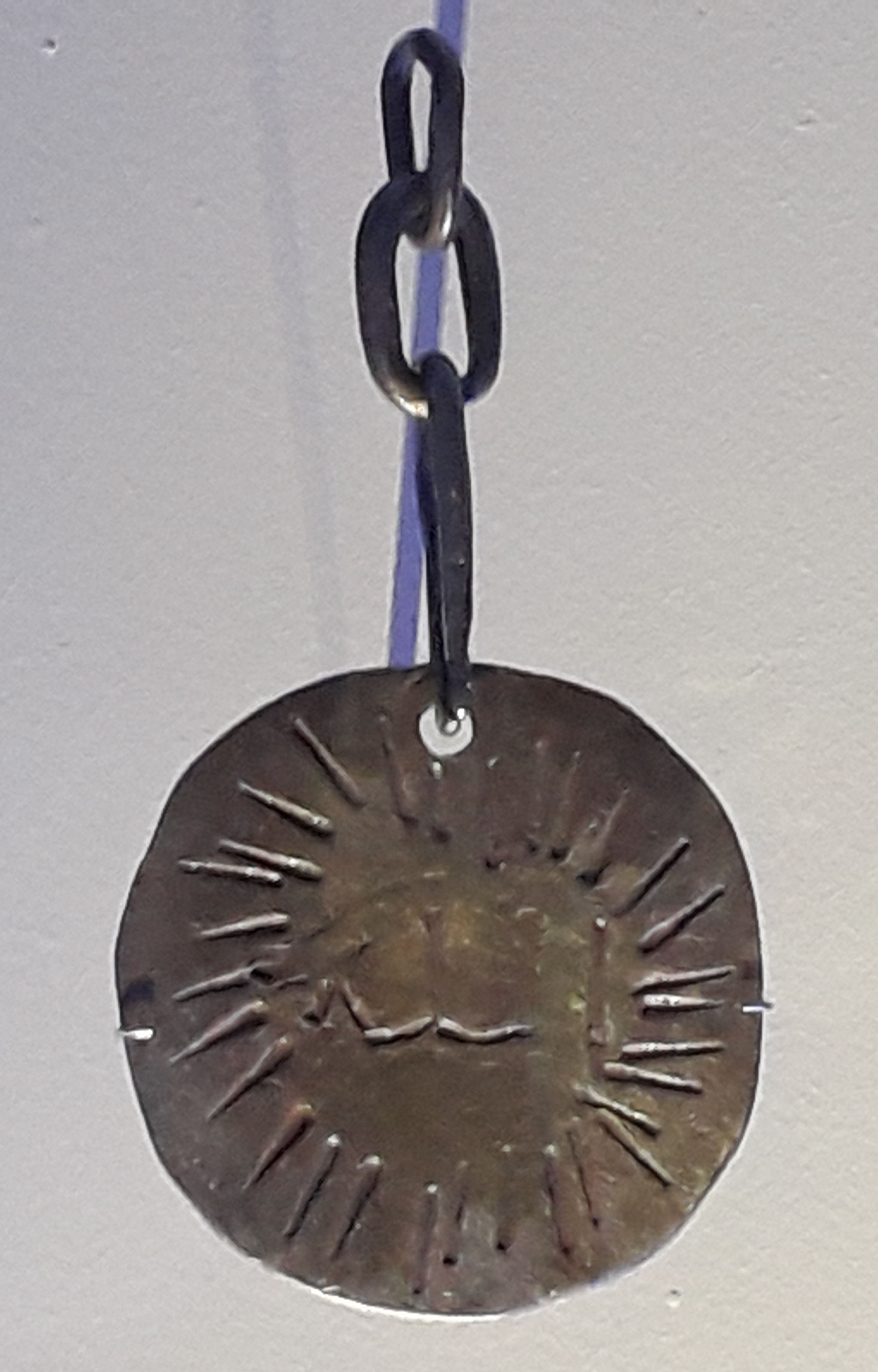
Pendentif de dromadaire en fer météoritique, provenant du désert égyptien. L'objet aurait servi de talisman pour protéger du mauvais œil le troupeau de dromadaires de la tribu nomade des Ababdehs.

Avant que l'on ne découvre comment chauffer suffisamment le minerai de fer, le fer météorique était la seule source de fer utilisable (à l'exception de quelques gisements de fer tellurique). Le fer météorique est cependant une ressource très rare à la surface de la Terre, puisqu'en moyenne celle-ci reçoit une météorite de fer tous les cinq ou six ans, de plus les plus grosses ne pèsent que quelques dizaines de tonnes et sont donc rapidement épuisées. Cela explique que l'on ait retrouvé peu d'objets fabriqués avec ce matériau.
- Le fer météorique était déjà travaillé avant le début de l'âge du fer pour fabriquer des objets rituels, des outils et des armes[10]. Les plus anciens objets fabriqués en fer météorique datent d'il y a près de 6 000 ans[9], soit plus de 2 000 ans avant le début de l'âge du fer proprement dit.
- En Égypte ancienne, des perles en fer ont été trouvées à Gerzeh qui contenaient 7,5 % de nickel[11],[12]. Une dague en fer météorique a été trouvée dans la tombe de Toutânkhamon[13],[c].
- En Anatolie antique, les autorités se réservaient le monopole du commerce du fer météorique[16].
- Des fragments de la météorite Gibeon ont été utilisés pendant des siècles par les Namaquas en Namibie.
- On relève aussi la fabrication de plusieurs objets en fer météorique au Tibet, comme l'homme de fer, une statue de Vaiśravaṇa[17],[18],[19].
- Le fer météorique est aujourd'hui utilisé en joaillerie de luxe et dans la fabrication de couteaux, mais demeure avant tout un objet d'étude pour la science.

### Utilisation par les Inuits

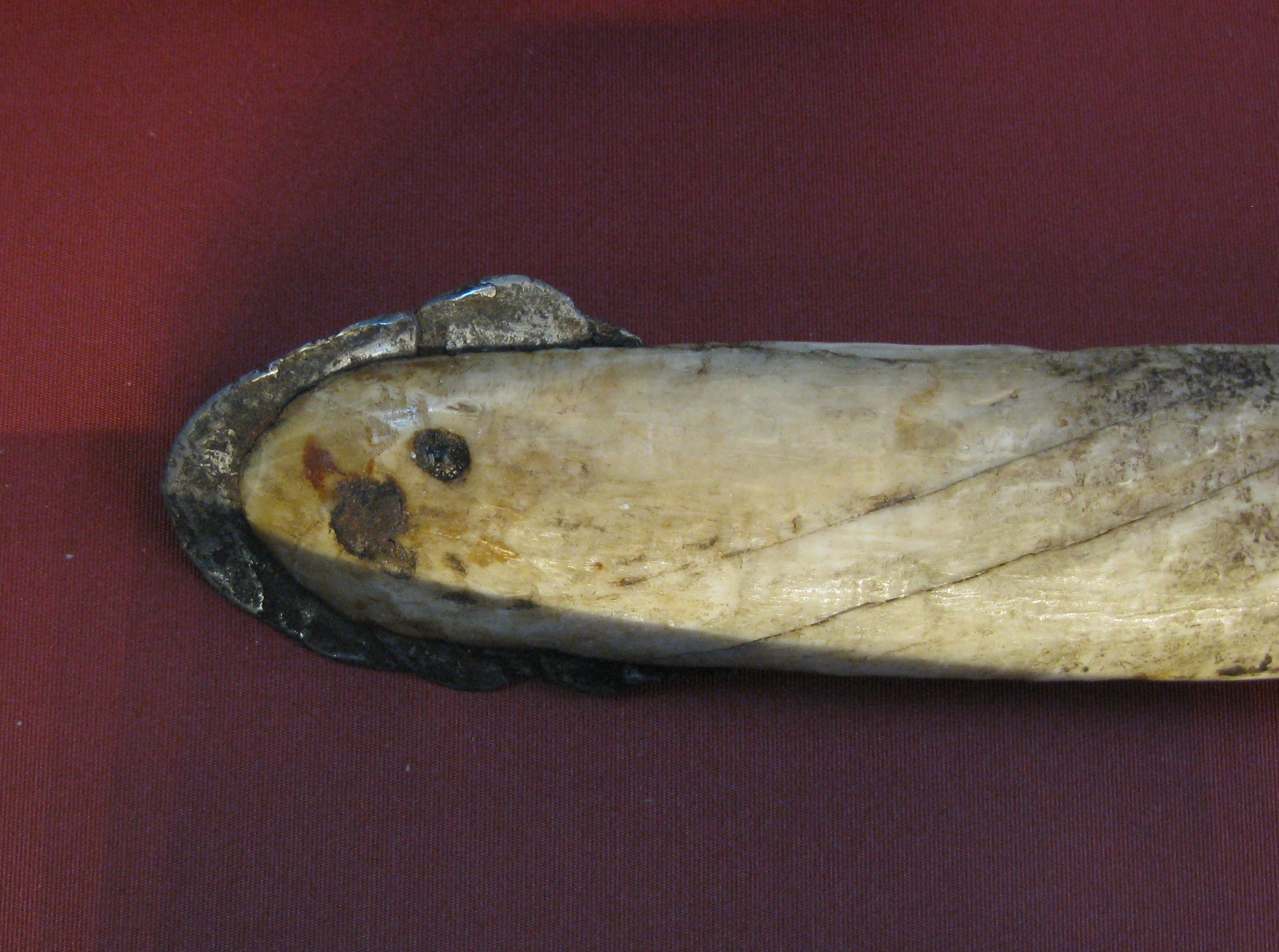
Une lance fabriquée avec une défense de Narval et une pointe en fer météorique de la météorite du cap York.

Même après l'invention de la métallurgie du fer, le fer météorique était parfois utilisé lorsque les sources de fer étaient rares ou que la technologie était indisponible, comme c'était le cas en particulier pour les Inuits. Ceux-ci ont utilisé des fragments de la météorite du cap York, au nord du Groenland. Ils ont ainsi collecté méticuleusement tous les fragments de fer météorique de quelques centimètres de diamètre qu'ils ont pu trouver dans la région du cap York ; ils ont également récupéré des roches basaltiques à plusieurs dizaines de kilomètres de la météorite afin de pouvoir travailler les fragments de fer collectés, les roches trouvées localement étant trop fragiles pour cela. Ces fragments étaient transformés en outils de petite taille (lames de couteau, pointes de harpon...) par martelage à froid, le plus gros objet ainsi fabriqué est une pointe de lance pesant 16 grammes. Cette activité de travail du fer météorique a perduré pendant plusieurs siècles, sans changement notable de technique. Les Inuits faisaient également le commerce de tels outils, on en a ainsi retrouvé jusqu'à 2 400 kilomètres du cap York, sur l'île d'Ellesmere ou au sud de la Baie d'Hudson. Les Inuits sont ainsi pratiquement le seul peuple amérindien à avoir fait grandement usage du fer,.

## Présence dans l'atmosphère
Le fer météorique a aussi un effet sur l'atmosphère terrestre. Lorsque des météorites traversent l'atmosphère, la partie superficielle est érodée. Cette érosion est responsable de la présence de nombreux éléments dans les couches supérieures de l'atmosphère. Lorsque le fer météorique est arraché, il peut réagir avec l'ozone O3 pour former un oxyde FeO. Cet oxyde est responsable des bandes orange dans le spectre des couches externes de l'atmosphère.

## Dans les arts et la culture
Dans le dessin animé Avatar, le dernier maître de l'air, le sabre forgé par Sokka est en fer météoritique.
Dans le dlc "Vigil's keep" de dragon age origins, une rencontre aléatoire (elle-même basée sur l'arrivée de Superman sur terre) permet de mettre la main sur un morceau de fer météorique (appelé "Métal céleste" dans le jeu). L'amener au forgeron Mikhael Dryden permet à ce dernier de forger l'épée la plus puissante du jeu de base : Aurégole.